# Jacqueline Charlier
Jacqueline Charlier (* 1. Juli 1973 in Hamburg) ist eine deutsche politische Beamtin. Seit 2025 ist sie Staatsrätin der Hamburger Behörde für Stadtentwicklung und Wohnen und Wohnungsbaukoordinatorin des Hamburger Senats.

## Leben
Charlier wuchs in Hamburg auf. Sie absolvierte ein Studium der Rechtswissenschaft an der Universität Regensburg. Von 2002 bis 2024 war sie im Referat für Stadtplanung und Bauordnung der Landeshauptstadt München tätig, von 2014 bis 2024 als ständige Stellvertreterin der Stadtbaurätin Elisabeth Merk. Von 2024 bis 2025 leitete sie als berufsmäßige Stadträtin das Kommunalreferat der Landeshauptstadt München.
Nach der Bildung des Senats Tschentscher III wurde Charlier am 15. Juli 2025 als Nachfolgerin von Monika Thomas zur Staatsrätin und Wohnungsbaukoordinatorin in der von Senatorin Karen Pein geleiteten Hamburger Behörde für Stadtentwicklung und Wohnen ernannt.
Charlier ist parteilos.